# Karametade
Karametade é um grupo musical de pagode brasileiro. Tornaram-se nacionalmente conhecidos pela sua música que alcançou o primeiro lugar nas paradas de sucesso, "Morango do Nordeste".

## Carreira
O grupo lançou-se profissionalmente em 1996, quando assinou com a Sony Music, sendo formado originalmente por Vavá, Marcelo CQ, Sameer, Marcelo Mury, Waguinho, Pepê, Dodô e Marcinho. Entre os maiores sucessos do grupo estão "Morango do Nordeste", "Nunca Vou Deixar Você", "Decisão", "Toda Mulher" e "Louca Sedução". Diversos álbuns do grupo foram certificados com discos de ouro e platina.
No ano de 2000, Vavá decidiu seguir carreira solo. Para assumir o vocal, o escolhido foi Sameer, também integrante da Banda, com quem lançam o álbum também homônimo, em 2001. Em 2005, o grupo chegou ao fim.
Em 24 de outubro de 2019, a banda anunciou a sua volta no programa The Noite (SBT), apresentado por Danilo Gentili. O grupo saiu em turnê a partir de janeiro de 2020, comemorando os seus 25 anos de banda.

## Discografia

### Álbuns de estúdio
- Karametade (1997)
- Karametade (1998)
- Karametade (1999)
- Karametade International Edition (1999)
- Karametade (2000)
- Karametade (2001)
- Fúria Do Amor (2003)
- Karametade (2005)

### Álbuns ao vivo
- Ao Vivo (2001)

### Coletâneas
- XXI - Vinteum: 21 Grandes Sucessos (2000)
- Grandes Sucessos / Best of the Best Gold - Karametade (2001)
- Karametade - 10 Anos de Sucesso (2009)

## Singles
- 1996: "Decisão"
- 1997: "Se Melhorar Estraga"
- 1997: "Louca Sedução"
- 1998: "Toda Mulher"
- 1998: "Grito de Paixão"
- 1998: "Dengosa"
- 1999: "Dança do Karametade"
- 1999: "Nunca Vou Deixar Você"[7]
- 1999: "Dandá"
- 2000: "Não Sei se Te Aceito"
- 2000: "Morango do Nordeste"
- 2000: "Como É Que Vou Fazer"